# Legolas
Legolas je vilenjak, lik iz knjige Gospodar prstenova J.R.R.Tolkiena, član Prstenove družine. Sin je Vilin-kralja Sjevernog Mrkodola Thranduila. U Gospodaru prstenova se iskazao vještinom baratanja lukom i strijelom. Njegov narod vilenjaka i narod patuljaka se od davnina ne podnose no on i patuljak Gimli tijekom zajedničkog puta prema Mordoru stvore veliko prijateljstvo. Sudjelovao je u bitci kod Helmove gudure i u bitci na Pelenorskim poljima. Ratovao je i u bitci pred Crnim dverima. Nakon rata za prsten poveo je nekoliko vilenjaka da netom oslobođeni Ithilien ponovo pretvore u lijep i plodan kraj. Poslije smrti Aragorna odlazi u Besmrtne zemlje s Gimlijem "Prijateljem vilenjaka".